# NGC 7432
NGC 7432 este o galaxie situată în constelația Pegas. A fost descoperită în 23 noiembrie 1785 de către William Herschel. Se află la o distanță de 110 megaparseci de Pământ.